# Андреа Каміллері
Андреа Калоджеро Каміллері (італ. Andrea Calogero Camilleri, 6 вересня 1925 , Порто-Емпедокле, Сицилія  — 17 липня 2019 , Рим ) — італійський письменник, сценарист і режисер.

## Життєпис

### Ранні роки
Народився 6 вересня 1925 року в Порто-Емпедокле на Сицилії в родині торговців сіркою. Син Джузеппе Каміллері, активного фашиста, учасника вуличних сутичок з комуністами і Маршу на Рим, лідера фашистського союзу Порто-Емпедокле, інспектора з трудових питань всіх портів південного узбережжя Сицилії, а з початком 1943 році американської окупації — керівника державної Сицилійської транспортної компанії (AST).
З 1939 по 1943 рік Андреа Каміллері навчався в класичному ліцеї Агрідженто (раніше був швидко виключений з католицької школи, оскільки кинув яйце в розп'яття) і закінчив його без іспитів зважаючи на висадку союзників на Сицилії і початок бойових дій. Деякий час він витратив на подорож островом пішки або в німецьких і італійських армійських вантажівках, час від часу потрапляючи під обстріл.
У 1944 році вступив на філологічний факультет університету, але не закінчив його. Вступив у Комуністичну партію і з 1945 року почав друкувати оповідання й вірші, з 1948 по 1950 рік навчався в Національній академії драматичного мистецтва імені Сільвіо д'Аміко.

### Кар'єра в театрі й на RAI
В 1953 році почав кар'єру театрального режисера, працюючи переважно з п'єсами Артюра Адамова, Семюеля Беккета і Луїджі Піранделло. З 1958 по 1988 рік займався постановками на радіо і телебаченні, бувши співробітником мовної корпорації RAI (1954 році він вже подавав заяву, пройшов усний і письмовий іспит, але не був прийнятий на роботу — на думку самого Каміллері, через його комуністичні переконання). У 1953 році, готуючись до своєї першої театральної постановки, Каміллері познайомився зі своєю майбутньою дружиною Розетті делло Сієста, у 1957 році вона стала його секретарем, і вони одружилися. У 1958 році народилася старша дочка Андреїна, в 1960 — Елізабетта, а в 1963 — молодша, Маріоліна (правда, у той період Каміллері мало часу приділяв сім'ї, працюючи в театрах різних міст, зокрема, коли народилася Андреїна, він знаходився в Барі). У перший період роботи на RAI Каміллері був зайнятий тільки на радіо, в 1961 році перейшов на телевізійний канал і почав працювати на новоствореному другому каналі, де зайнявся постановкою телевистав — зокрема, з 1964 року інсценував детективні романи Жоржа Сіменона. З 1974 по 1990 рік викладав у Національній академії драматичного мистецтва (звідки його виключили як студента), з 1958 по 1968 — в Експериментальному кіноцентрі. У 1978 році опублікував свій перший роман Il corso delle cose, який написав ще в 1967—1968 роках, але довго не міг знайти видавця. У 1986 році став очевидцем мафіозної перестрілки в одному з кафе Порто-Емпедокле, під час якої загинули шестеро осіб, і зізнавався пізніше, що через отриману тоді психологічну травму не може дивитися американських бойовиків. За час своєї роботи на RAI Каміллері поставив як режисер близько 1300 радіопрограм, 120 п'єс, 80 телефільмів і невстановлену кількість телевізійних програм.

### Літературний успіх
У 1992 році у видавництві Sellerio вийшов друком роман «Сезон полювання» (італ. La stagione della caccia), і Каміллері, у віці 67 років, вперше був помічений читачами і критикою.
У 1994 році побачив світ роман «Форма води» (італ. La forma dell'acqua) — перший у серії про комісара поліції Сальво Монтальбано, яка створила міжнародну славу своєму автору. Ім'я головного персонажа Каміллері запозичив у свого друга, іспанського журналіста і письменника Мануеля Васкеса Монтальбана.
Романи і оповідання про Монтальбано, дія яких відбувається у вигаданому містечку Вігата на Сицилії, в 2004 році були включені видавництвом Arnoldo Mondadori Editore в його класичну видавничу серію I Meridiani, а пізніше були екранізовані на телебаченні, де образ головного героя втілив Лука Дзингаретті. Проте, Монтальбано не став єдиним героєм свого автора. У 2001 році опубліковано роман «Король Джирдженті» (італ. Il re di Girgenti), дія якого відбувається в XVII столітті (Джирдженті — застаріла назва Агрідженто), потім побачила світ трилогія фантастики: «Маруцца Музумечі» (італ. Maruzza Musumeci, 2007), «Будочник» (італ. Il casellante, 2008) і «Бубонець» (італ. Il sonaglio, 2009). У 2009 році видано роман про рух гарібальдійців «Потрійне життя Мікеле Спарачіно» (італ. La tripla vita di Michele Sparacino), в 2010 — роман про Сицилію фашистського періоду «Онук Негуса» (італ. Il nipote del Negus) і трилер, дія якого розвивається в сучасному Мілані — «Уривчастість» (італ. L'intermittenza). У першому десятилітті XXI століття також побачила світ серія романів про великих художників: «Колір сонця» про Караваджо (італ. Il colore del sole, 2007), «Вуччірія (роман)» про Ренато Гуттузо (італ. La Vucciria, 2008) та «Вкрадене небо. Досьє Ренуара» про Ренуара (італ. Il cielo rubato. Dossier Renoir, 2009).
В період святкування свого дев'яностоліття у 2015 році письменник пообіцяв продовжити серію романів про Монтальбано.

## Мова
Примітною особливістю мови творів Каміллері є широке використання сицилійського діалекту. Італійський письменник Карло Лукареллі пригадав, як, вперше взявшись за роман Каміллері в поїзді, зразу ж зателефонував своїй видавчині Ельвірі Селлеріо (саме вона публікувала Каміллері), і сказав, що їй слід було б розмістити у книзі поряд з оригіналом переклад тексту італійською мовою. Однак, буквально з другої сторінки раптом виявив, що цілком вільно може читати «каміллерійською». Такий літературний засіб, не обов'язково пов'язаний саме з Сицилією, але з використанням будь-яких діалектизмів в італійській літературі, з часом стали називати «cammilerismo».

## Актор
У 1999 році на екрани вийшов детективний фільм Рокко Мортелліті «Стратегія маски» (італ. La strategia della maschera), в якому Каміллері зіграв роль археолога. Вперше він знявся в 1989 році в ролі другого плану в другому фільмі телевізійного серіалу «Шпигунська війна» (італ. di Guerra spie) — «Той потяг з Відня» (італ. Quel treno da Vienna) разом з Жаном Рошфором.

## Переконання

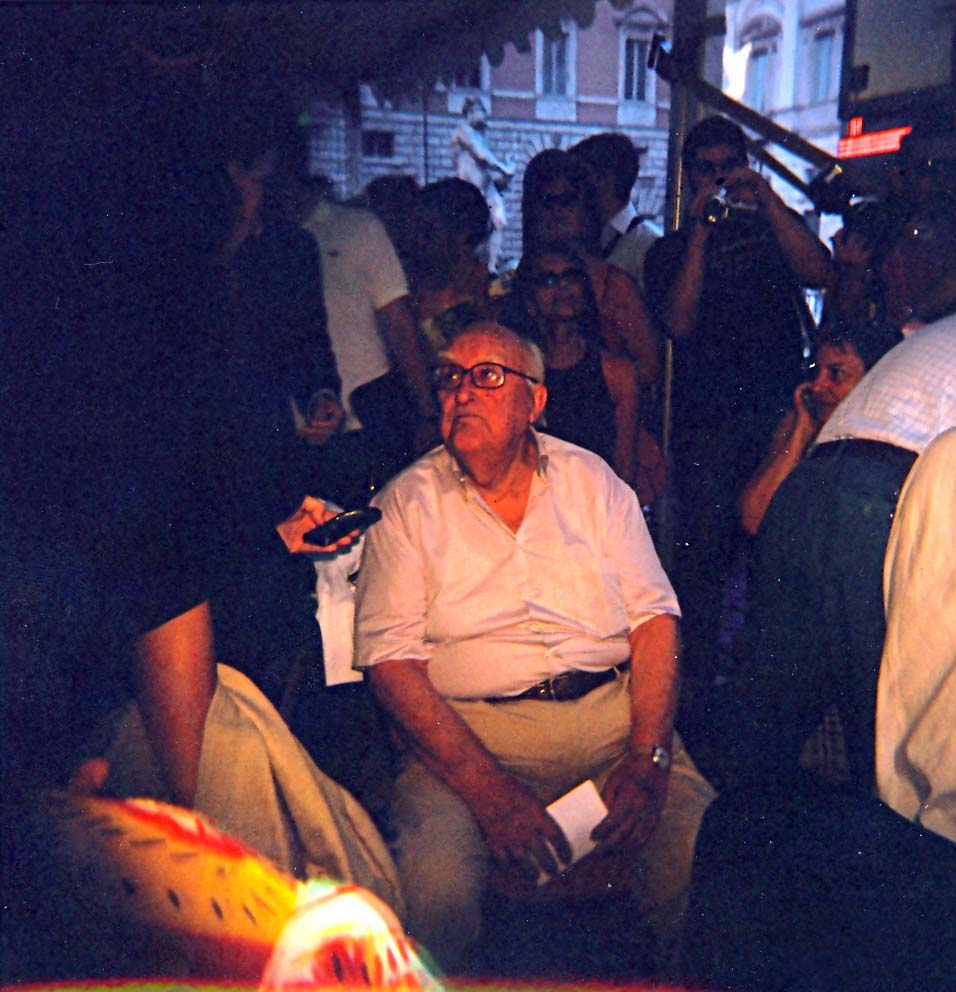
Каміллері на «No Cav Day» 8 липня 2008 року.

8 липня 2008 року на п'яцца Навона в Римі відбулася маніфестація протесту (так званий «No Cav Day»), за участю Італії цінностей, а також представників Демократичної партії, Партії комуністичного відродження, Партії італійських комуністів і «зелених». Основною метою демонстрації став протест проти законодавчих ініціатив четвертого уряду Берлусконі в галузі реформування системи правосуддя, в яких маніфестанти побачили загрозу демократії. Андреа Каміллері декламував там з трибуни п'ять із своїх так званих «Хамських віршів» (італ. Poesie incivili).
У 2009 році Каміллері й головний редактор журналу MicroMega (журнал) Паоло Флорес д'Аркаїс вели переговори з Антоніо Ді П'єтро про створення блоку їхнього «безпартійного списку» з «Італія цінностей» для участі в європейських виборах, але в березні того ж року було оголошено про провал.
У березні 2013 року Каміллері поряд з кількома іншими діячами культури і науки, зокрема Даріо Фо, Франкою Рамі, Маргеритою Хак і Барбарою Спінеллі, ініціював збір підписів під вимогою заборонити Берлусконі членство в Сенаті на підставі закону № 361 від 1957 року.
21 лютого 2016 року Каміллері разом з великою групою італійських діячів культури підписав звернення до депутатів парламенту із закликом підтримати законопроєкт про визнання цивільних союзів.

## Нагороди
Указом президента Італії від 2 червня 1996 року Андреа Каміллері нагороджений срібною медаллю «За внесок у розвиток культури та мистецтва», а указом від 23 січня 2003 року — званням Великого офіцера ордена «За заслуги перед Італійською Республікою».

## Хвороба і смерть
17 червня 2019 року після серцевого нападу доставлений в римську лікарню Святого Духа і поміщений у відділення реанімації.
Помер 17 липня 2019 року.

### Книги
- «Постійні театри в Італії (1898—1918)[it][ком. 2]» (Болонья, Cappelli, 1959).
- «Хід речей[it]» (Поджібонсі, Lalli, 1978).
- «Стовп диму[it]» (Мілан, Garzanti, 1980).
- «Забута бойня[it]» (Палермо, Sellerio, 1984).
- «Сезон полювання[it]» (Палермо, Sellerio, 1992).
- «Бульбашка компоненди[it][ком. 3]» (Палермо, Sellerio, 1993).
- «Пивовар із «Престона»[it]» (Палермо, Sellerio, 1995. ISBN 88-389-1098-7).
- «Гра метелика[it]» (Палермо, Sellerio, 1995. ISBN 88-389-1193-2).
- «Встановлення телефона[it]» (Палермо, Sellerio, 1995. ISBN 88-389-1344-7). Премія Спілки читачів, Лукка-Рим (Premio Società dei Lettori, Lucca-Roma)
- «Хід конем[it]» (Мілан, Rizzoli, 1999. ISBN 88-17-86083-2).
- «Зникнення Пато[it]» (Мілан, A. Mondadori, 2000. ISBN 88-04-48412-8).
- «Біографія обміняного сина[it][ком. 4]» (Мілан, Rizzoli, 2000. ISBN 88-17-86612-1).
- «Казка заходу[it]» (Рим, Edizioni dell'Altana, 2000. ISBN 88-86772-22-X).
- «Повсякденні оповідання[it][ком. 5]» (Пістоя, Libreria dell'Orso, 2001. ISBN 88-900411-4-5).
- «Крапельки Сицилії[it]», збірка оповідань (Рим, Edizioni dell'Altana, 2001. ISBN 88-86772-08-4).
- «Король Джирдженті[it]» (Палермо, Sellerio, 2001. ISBN 88-389-1668-3).
- «Розказані слова. Маленький словник театральних термінів[it]» (Мілан, Rizzoli, 2001. ISBN 88-17-86888-4).
- «Парасолька Ноя. Спогади і бесіди про театр[it]» (Мілан, Rizzoli, 2002. ISBN 88-17-87011-0).
- «Лінії на долоні. Андреа Каміллері розповідає про себе Саверіо Лодато[it]» (Мілан, Rizzoli, 2002. ISBN 88-17-87050-1).
- «Розслідування комісара Коллура[it]» (Пістоя, Libreria dell'Orso, 2002. ISBN 88-7415-002-4).
- «Взяття Мекеле[it]» (Палермо, Sellerio, 2003. ISBN 88-389-1896-1).
- «Театр[it]» (у співавторстві з Джузеппе Діпаскуале[it], Сіракузи, Lombardi, 2003. ISBN 88-7260-130-4).
- «Позбавлений назви[it]» (Палермо, Sellerio, 2005. ISBN 88-389-2030-3).
- «Медальйон[it]» (Мілан, Oscar Mondadori, 2005. ISBN 88-04-55027-9).
- Збірка оповідань Каміллері і Жака Казота «Диявол. Спокусник. Закоханий» (Рим, Donzelli, 2005. ISBN 88-7989-960-0).
- «Надто незрозуміло» у збірці «Злочини» (італ. Troppi equivoci, in Crimini, Турин, Einaudi, 2005. ISBN 88-06-17576-9).
- «Пансіон «Єва»[it]» (Мілан, Mondadori, 2006. ISBN 88-04-55434-7).
- «Я розповідаю вам про Монтальбано. Інтерв'ю[it]» (Рим, Datanews, 2006. ISBN 88-7981-302-1).
- «Вибрані сторінки Луїджі Піранделло[it]» (Мілан, BUR, 2007. ISBN 88-17-01488-5).
- «Колір сонця[it]» (Мілан, Mondadori, 2007. ISBN 978-88-04-56207-8).
- «Вівці і пастир[it]» (Палермо, Sellerio, 2007. ISBN 88-389-2203-9).
- Видання у вигляді новели ніби Боккаччо, не включеної ним у Декамерон: «Новела Антонелло з Палермо[it]» (Неаполь, Guida, 2007. ISBN 978-88-6042-260-6).
- «Ви не знаєте. Друзі, вороги, мафія, світ у записках Бернардо Провенцано[it]» (Мілан, Mondadori, 2007. ISBN 978-88-04-57511-5).
- «Маруцца Музумечі[it]» (Палермо, Sellerio, 2007. ISBN 88-389-2248-9).
- «Погляд і пам'ять: Порто-Емпедокле 1950[it]» (разом з Італо Інзолера[it], Рим, Palombi, 2007. ISBN 978-88-6060-089-9).
- «Сіра сукня[it]» (Мілан, Mondadori, 2008. ISBN 978-88-04-57355-5).
- «Будочник[it]» (Палермо, Sellerio, 2008. ISBN 88-389-2302-7).
- «Вуччирія[it]» (Мілан, Skira, 2008. ISBN 978-88-6130-515-1).
- «Потрійне життя Мікеле Спарачіно[it]» (Мілан, Corriere della Sera, 2008; Мілан, Rizzoli, 2009. ISBN 978-88-17-03161-5).
- «Субота, з друзями[it]» (Мілан, Mondadori, 2009. ISBN 978-88-04-58613-5).
- «Бубончик[it]» (Палермо, Sellerio, 2009. ISBN 88-389-2356-6).
- «Людина сильна» (італ. L’uomo è forte, у збірці Articolo 1. Racconti sul lavoro, Палермо, Sellerio, 2009. ISBN 88-389-2384-1).
- «Вкрадене небо. Досьє Ренуара[it]» (Мілан, Skira, 2009. ISBN 978-88-572-0200-6).
- «Рідзальята[it][ком. 6]» (Палермо, Sellerio, 2009. ISBN 88-389-2436-8). Перше видання італійською мовою роману «Смерть Амалії Сачердоте» (італ. La muerte de Amalia Sacerdote), спочатку опублікованого іспанською і відзначеного Premio Internacional de Novela Negra.
- «Італійська зима. Гнівні хроніки 2008—2009[it]» (у співавторстві з Саверіо Лодато[it], Мілан, Chiarelettere, 2009. ISBN 978-88-6190-088-2).
- «Вельмишановний сицилієць. Парламентські запити Леонардо Шаша[it]» (Мілан, Bompiani, 2009. ISBN 978-88-452-6351-4).
- Переклад[it] на мессінський діалект сицилійської мови п'єси Шекспіра «Багато галасу з нічого» (разом з Джузеппе Діпаскуале[it], Сіракузи, Lombardi, 2009).
- «Внук Негуса[it]» (Палермо, Sellerio, 2010. ISBN 88-389-2453-8).
- «Переривчастість[it]» (Мілан, Mondadori, 2010. ISBN 978-88-04-59842-8).
- «На нашу голову. Гнівні хроніки 2009—2010[it]» (разом з Саверіо Лодато, Мілан, Chiarelettere, 2010. ISBN 978-88-6190-119-3).
- «Монета Акрагаса[it][ком. 7]» (Мілан, Skira, 2010. ISBN 978-88-572-0741-4).
- Збірка оповідань «Великий цирк Таддея та інші оповідання про Віґату[it]» (Палермо, Sellerio, 2011. ISBN 88-389-2546-1).
- «Секта ангелів[it]» (Палермо, Sellerio, 2011. ISBN 88-389-2589-5).
- «Табличка[it]» (Мілан, RCS Quotidiani, 2011).
- «Привиди[it]» (Мілан, Dieci dicembre, 2011).
- Оповідання «Суддя Сурра» (італ. Il giudice Surra) для збірки «Судді[it]» (Турин, Einaudi, 2011. ISBN 978-88-06-20597-3).
- «Диявол, звичайно[it]» (Мілан, Mondadori, 2012. ISBN 978-88-04-61775-4).
- Збірка оповідань «Королева Померанії та інші оповідання про Віґату[it]» (Палермо, Sellerio, 2012. ISBN 88-389-2641-7).
- «В лабіринті[it]» (Мілан, Skira, 2012. ISBN 978-88-572-1228-9).
- «Всемоє[it]» (Мілан, Mondadori, 2013. ISBN 978-88-04-62455-4).
- «Обертання Місяця[it]» (Палермо, Sellerio, 2013. ISBN 88-389-3014-7).
- Збірка оповідань, есе і статей «Як я думаю. Деякі речі у моїй голові[it]» (Мілан, Chiarelettere, 2013. ISBN 978-88-6190-442-2).
- «Магарія» (італ. Magaria, Мілан, Mondadori, 2013. ISBN 978-88-04-63202-3).
- «Банда Сакко[it]» (Палермо, Sellerio, 2013. ISBN 88-389-3107-0).
- «Оповіді Нене» (італ. I racconti di Nené, Мілан, Melampo, 2013. ISBN 978-88-89533-99-4).
- «Істота бажання» (італ. La creatura del desiderio, Мілан, Skira, 2013. ISBN 978-88-572-2189-2).
- «Переслідуючи тінь» (італ. Inseguendo un’ombra, Палермо, Sellerio, 2014. ISBN 88-389-3169-0).
- «Жінки» (італ. Donne, Мілан, Rizzoli, 2014. ISBN 978-88-17-07719-4).
- «Зв'язок[it]» (Мілан, Mondadori, 2014. ISBN 978-88-04-64954-0).
- «Картина чудес. Тексти для театру, радуо, музики, кіно» (італ. Il quadro delle meraviglie. Scritti per teatro, radio, musica, cinema, Палермо, Sellerio, 2015 ISBN 88-389-3292-1).
- «Летючі вікінгеси та інші історії кохання у Віґаті» (італ. Le vichinghe volanti e altre storie d’amore a Vigàta, Палермо, Sellerio, 2015. ISBN 88-389-3417-7).
- «Певні моменти» (італ. Certi momenti, Мілан, Chiarelettere, 2015. ISBN 978-88-6190-7638).
- «Не торкайся мене»[ком. 8] (італ. Noli me tangere, Мілан, Mondadori, 2016. ISBN 978-88-0466-1870).
- Збірка оповідань «„Родинна каплиця“ та інші оповідання про Віґату» (італ. «La cappella di famiglia» e altre storie di Vigàta, Палермо, Sellerio, 2016).

### Серія про Монтальбано
- «Форма води[it]» (Палермо, Sellerio, 1994. ISBN 88-389-1017-0).
- «Глиняний пес[it]» (Палермо, Sellerio, 1996. ISBN 88-389-1226-2. (Premio Letterario Chianti)
- «Викрадач шкільних сніданків[it]» (Палермо, Sellerio, 1996. ISBN 88-389-1319-6).
- «Голос скрипки[it]»" (Палермо, Sellerio, 1997. ISBN 88-389-1405-2).
- «Місяць з Монтальбано[it]» (Мілан, Mondadori, 1998. ISBN 88-04-44465-7. (racconti)
- «Апельсинчики Монтальбано[it]» (Мілан, Mondadori, 1999. ISBN 88-04-46972-2. (racconti)
- «Одинадцять днів з Монтальбано[it]» (a cura di Antonella Italia e Enrico Saravalle, Мілан, A. Mondadori scuola, 1999. ISBN 88-247-1271-1).
- «Поїздка в Тіндарі[it]» (Палермо, Sellerio, 1997. ISBN 88-389-1574-1).
- «Запах ночі[it]» (Палермо, Sellerio, 2001. ISBN 88-389-1729-9).
- Збірка оповідань «Страх Монтальбано[it]» (Мілан, Mondadori, 2002. ISBN 88-04-50694-6).
- «Оповідання про Монтальбано[it]» (за редакцією та з передмовою Мауро Новеллі, Мілан, A. Mondadori, 2002. ISBN 88-04-50427-7).
- «Поворот удава[it]» (Палермо, Sellerio, 2001. ISBN 88-389-1860-0).
- «Терпіння павука[it]» (Палермо, Sellerio, 2004. ISBN 88-389-1998-4).
- Збірка оповідань «Перше розслідування Монтальбано[it]» (Мілан, Mondadori, 2004. ISBN 88-04-52983-0).
- «Паперовий Місяць[it]» (Палермо, Sellerio, 2005. ISBN 88-389-2054-0).
- «Серпнева заваруха[it]» (Палермо, Sellerio, 2006. ISBN 88-389-2144-X).
- «Крила сфінкса[it]» (Палермо, Sellerio, 2006. ISBN 88-389-2161-X).
- «Піщана доріжка[it]» (Палермо, Sellerio, 2007. ISBN 88-389-2216-0).
- «Поле гончара[it]» (Палермо, Sellerio, 2008. ISBN 88-389-2285-3).
- «Вік сумніву[it]» (Палермо, Sellerio, 2008. ISBN 88-389-2333-7).
- «Оповідання про Монтальбано[it]» (Мілан, Oscar Mondadori, 2008. ISBN 978-88-04-58272-4).
- «Танець чайки[it]» (Палермо, Sellerio, 2009. ISBN 88-389-2385-X). Premio Letterario Cesare Pavese.
- «Полювання на скарб[it]» (Палермо, Sellerio, 2010. ISBN 88-389-2478-3).
- «Вода в роті[it]» (разом з Карло Лукареллі, Рим, Minimum fax, 2010. ISBN 978-88-7521-278-0).
- «Посмішка Анжеліки[it]» (Палермо, Sellerio, 2010. ISBN 88-389-2528-3).
- «Гра з дзеркалами[it]» (Палермо, Sellerio, 2010. ISBN 88-389-2563-1).
- «Лезо світла[it]» (Палермо, Sellerio, 2012. ISBN 88-389-2705-7).
- «Голос ночі[it]» (Палермо, Sellerio, 2012. ISBN 88-389-2762-6).
- «Особлива вечеря» (італ. Una cena speciale, у збірці «Новий рік у жовтому[it]», Палермо, Sellerio, 2012. ISBN 88-389-2816-9).
- «Гніздо гадюки[it]» (Палермо, Sellerio, 2013. ISBN 88-389-3053-8).
- «Серпневі ночі» (італ. Notte di Ferragosto, у збірці «Серпень у жовтому[it]», Палермо, Sellerio, 2013. ISBN 88-389-3074-0).
- «Піраміда грязі[it]» (Палермо, Sellerio, 2014. ISBN 88-389-3191-7).
- Збірка оповідань «Смерть у морі та інші розслідування молодого Монтальбано[it]» (Палермо, Sellerio, 2014. ISBN 88-389-3253-0).
- «Карусель помилок[it]» (Палермо, Sellerio, 2015. ISBN 88-389-3344-8).
- «Інший кінець нитки[it]» (L'altro capo del filo, Палермо, Sellerio, 2016. ISBN 978-88-389-3516-9).
- «Захисна сітка[it]» (Палермо, Sellerio, 2017, ISBN 978-88-38-93655-5).
- «Шкарпетка з подарунками Бефани» (італ. La calza della befana) у збірці «Рік детективів» (італ. Un anno in giallo), Палермо, Sellerio, 2017).
- «Метод Каталанотті[it]» (Палермо, Sellerio, 2018, ISBN 978-88-389-3796-5).

### Аудіокниги
- «Каміллері читає Монтальбано» (італ. Camilleri legge Montalbano, на 2 CD, Мілан, Mondadori, 2002. ISBN 88-04-50974-0).
- «Стовп диму» у виконанні Фіорело (італ. Un filo di fumo, на CD, Рим, Full color sound, 2006. ISBN 88-7846-010-9).
- «Онук Негуса» (італ. Il nipote del Negus, на 5 CD, Палермо, Sellerio, 2010. ISBN 88-389-2465-1).